# Championnat d'Arabie saoudite de football 1997-1998
Navigation
Saison précédente Saison suivante
La saison 1997-1998 du Championnat d'Arabie saoudite de football est la vingt-deuxième édition du championnat de première division en Arabie saoudite. La Premier League regroupe les douze meilleurs clubs du pays au sein d'une poule unique, où ils s'affrontent deux fois au cours de la saison, à domicile et à l'extérieur. À la fin de la compétition, les deux derniers du classement sont relégués et remplacés par les deux meilleurs clubs de deuxième division. En haut du classement, les quatre premiers se qualifient pour la phase finale pour le titre, disputée sous forme de coupe.
C'est le club d'Al-Hilal FC qui remporte le championnat en battant Al Shabab Riyad en finale, après avoir terminé en tête de la saison régulière. C'est le 8e titre de champion d'Arabie saoudite de l'histoire du club.

## Les clubs participants
| - Al Nasr Riyad - Al-Hilal FC - Al Ahli - Al Ittihad - Al Ta'ee Ha'il - Al Nejmeh | - Al Taawon - Promu de D2 - Al Shabab Riyad - Al Riyad SC - Al Wehda - Ettifaq FC - Al Shoalah - Promu de D2 |

## Compétition

### Première phase
Le barème utilisé pour établir le classement est le suivant :
- Victoire : 3 points
- Match nul : 1 point
- Défaite : 0 point

| Rang | Équipe          | Pts | J  | G  | N | P  | Bp | Bc | Diff |
| ---- | --------------- | --- | -- | -- | - | -- | -- | -- | ---- |
| 1    | Al-Hilal FC     | 45  | 22 | 14 | 3 | 5  | 40 | 24 | +16  |
| 2    | Al Ahli C       | 41  | 22 | 13 | 2 | 7  | 39 | 29 | +10  |
| 3    | Al Nejmeh       | 41  | 22 | 13 | 2 | 7  | 34 | 29 | +5   |
| 4    | Al-Shabab Riyad | 39  | 22 | 10 | 9 | 3  | 46 | 29 | +17  |
| 5    | Al Nasr Riyad   | 31  | 22 | 9  | 4 | 9  | 31 | 28 | +3   |
| 6    | Ettifaq FC      | 31  | 22 | 8  | 7 | 7  | 29 | 33 | -4   |
| 7    | Al IttihadT C2  | 28  | 22 | 7  | 7 | 8  | 28 | 32 | -4   |
| 8    | Al Wehda        | 26  | 22 | 6  | 8 | 8  | 29 | 32 | -3   |
| 9    | Al Ta'ee Ha'il  | 24  | 22 | 5  | 9 | 8  | 28 | 38 | -10  |
| 10   | Al Riyad SC     | 23  | 22 | 6  | 5 | 11 | 41 | 38 | +3   |
| 11   | Al Shoalah P    | 19  | 22 | 4  | 7 | 11 | 23 | 36 | -13  |
| 12   | Al Taawon P     | 14  | 22 | 3  | 5 | 14 | 18 | 38 | -20  |

|  | Qualification pour la phase finale pour le titre                                                                                               |
|  | Qualification pour la Coupe des Coupes 1999-2000                                                                                               |
|  | Relégation en deuxième division |
|  | T : Tenant du titre C2 : Vainqueur de la Coupe des Coupes 1998-1999 C : Vainqueur de la Coupe d'Arabie saoudite P : Promu de deuxième division |

### Phase finale

#### Demi-finales
| Équipe 1        | Résultat | Équipe 2    | Aller | Retour |
| --------------- | -------- | ----------- | ----- | ------ |
| Al Ahli         | 2 - 3    | Al-Hilal FC | 1 - 1 | 1 - 2  |
| Al Shabab Riyad | 5 - 1    | Al Nejmeh   | 4 - 1 | 1 - 0  |

#### Match pour la3eplace
| Équipe 1 | Résultat  | Équipe 2  |
| -------- | --------- | --------- |
| Al Ahli  | 2 - 1 beo | Al Nejmeh |

#### Finale
| Équipe 1    | Résultat  | Équipe 2        |
| ----------- | --------- | --------------- |
| Al-Hilal FC | 3 - 2 beo | Al Shabab Riyad |

## Bilan de la saison
| Championnat d'Arabie saoudite de football 1997-1998 |                        |
| Champion                                            | Al-Hilal FC (8e titre) |
| Coupes et trophées                                  |                        |
| Vainqueur de la Coupe d'Arabie saoudite 1997-1998   | Al Ahli                |
| Qualifications continentales                        |                        |
| Coupe d'Asie des clubs champions 1999-2000          | Al-Hilal FC            |
| Coupe des Coupes 1999-2000                          | Al Ittihad (tenant)    |
| Coupe des Coupes 1999-2000                          | Al Ahli                |
| Coupe des clubs champions du golfe Persique 2000    | Al-Hilal FC            |
| Promotions et relégations                           |                        |
| Promus en Premier League                            | Al Ansar Médine        |
| Promus en Premier League                            | Hajer Club             |
| Relégués en First Division                          | Al Taawon              |
| Relégués en First Division                          | Al Shoalah             |